# Rally Master Pro
Rally Master Pro é um jogo eletrônico de corrida desenvolvido pela Fishlabs e lançado para celulares, iPhone, iPod Touch e Zeebo.

## O jogo
Rally Master Pro disponibiliza 27 pistas diferentes, onde devem ser disputadas entre os níveis "Amador", "Profissional" e "Expert".
Na jogabilidade, além da corrida, o jogador deve enfrentar mini-jogos, onde os carros são reparados.

### iPhone e iPod Touch
As versões do jogo do iPhone e iPod Touch foram totalmente remasterizadas da versão original de celular , com um total de quatro vezes mais polígonos que em sua versão original além de efeitos visuais adicionais.

### Zeebo
Para o lançamento no console Zeebo, o jogo foi melhorado graficamente e acústicamente, tendo como base de conversão a versão do iPhone e iPod Touch. Os controles foram adaptados para o gamepad do Zeebo, recebendo melhorias e aumento de dificuldades.

## Curiosidades
- Na versão zeebo,aparece um anuncio de Galaxy on Fire 2. Como o console já tem Galaxy on Fire, os Fãns suspeitaram que a continuação seria portada para o console. Até os dias de hoje Galaxy on Fire 2 jnca deu as caras no console.
- É o segundo jogo da Fishlabs no console Zeebo
- O jogo foi anunciado para o console Zeebo uma semana antes de ser lançado. Na época em que foi anunciado o jogo estava na versão 1.00, quando foi lançado 21 de dezembro de 2009 já estava na versão 1.02
- Existem alguns bugs na versão Zeebo, um deles é o bug em que os mini-jogos aparecem em Espanhol.
- Uma das dicas que aparecem no menu quando carrega as pistas é: "Bebida e Direção não combinam."
- Sua versão atual do console Zeeebo é 1.02